# Douglas C-1
Douglas C-1 là một loại máy bay vận tải của Cục Không quân Lục quân Hoa Kỳ, do hãng Douglas Aircraft Corporation chế tạo từ năm 1925.

## Biến thể
C-1
C-1A
C-1C

## Quốc gia sử dụng
Hoa Kỳ
- Cục Không quân Lục quân Hoa Kỳ
- Quân đoàn Không quân Lục quân Hoa Kỳ

## Tính năng kỹ chiến thuật (Douglas C-1)
Dữ liệu lấy từ McDonnell Douglas Aircraft since 1920 
Đặc điểm tổng quát
- Kíp lái: 2
- Sức chứa: 6 hành khách hoặc 2.500 lb (1.100 kg) hàng hóa
- Chiều dài: 35 ft 4 in (10,77 m)
- Sải cánh: 56 ft 7 in (17,25 m)
- Chiều cao: 14 ft 0 in (4,27 m)
- Diện tích cánh: 805 ft² (74,8 m²)
- Trọng lượng rỗng: 3.836 lb (1.770 kg)
- Trọng lượng có tải: 6.443 lb (2.922 kg)
- Động cơ: 1 × Liberty V-1650-1, 435 hp (325 kW)

 Hiệu suất bay 
- Vận tốc cực đại: 101 kn (116 mph, 187 km/h)
- Vận tốc hành trình: 74 kn (85 mph, 137 km/h)
- Tầm bay: 335 nmi (385 mi, 620 km)
- Trần bay: 14.850 ft (4.525 m)
- Vận tốc lên cao: 645 ft/phút (3,3 m/s)
- Tải trên cánh: 8 lb/ft² (39,1 kg/m²)
- Công suất/trọng lượng: 0,068 hp/lb (0,11 kW/kg)